# جاك أوغدن
جاك أوغدن (بالإنجليزية: Jack Ogden)‏ هو لاعب كرة قاعدة أمريكي، ولد في 5 نوفمبر 1897 في Upper Chichester Township, Pennsylvania ‏ في الولايات المتحدة، وتوفي في 9 نوفمبر 1977 في فيلادلفيا في الولايات المتحدة.

## وصلات خارجية
- جاك أوغدن على موقع دوري كرة القاعدة الرئيسي (الإنجليزية)
- جاك أوغدن على موقعبيزبول رفرنس.كوم (الدوري الرئيسي) (الإنجليزية)
- جاك أوغدن على موقعبيزبول رفرنس.كوم (الدوري الثانوي) (الإنجليزية)
- جاك أوغدن على موقع إي إس بي إن.كوم (أم.أل.بي) (الإنجليزية)
- جاك أوغدن على موقع مشجعي الرسوم البيانية (الإنجليزية)